# Diane Robin
Diane Robin (* 23. Juli 1956 in Los Angeles, Kalifornien) ist eine US-amerikanische Filmschauspielerin.

## Werdegang
Die in Los Angeles geborene Diane Robin absolvierte ihre Ausbildung am Lee Strasberg Theatre and Film Institute. Sie war die jüngste Absolventin ihres damaligen Jahrganges. Nach ihrem Abschluss unternahm Robin einen ersten Versuch bei einem Casting Director der Universal-Studios vorzusprechen, der allerdings scheiterte. Durch einen Zufall geriet sie im Anschluss an einen Schauspielagenten, der ihren erfolglosen Erstversuch, an ein Engagement zu kommen, recht bemerkenswert fand und die Schauspielerin folglich unter Vertrag nahm.
Robin ist seit Mitte der 1970er Jahre als Darstellerin aktiv und trat im Laufe ihres Berufslebens in mehr als 120 Film- und Fernsehproduktionen auf. Sie hatte unter anderem kleine Rollen in RoboCop (1987), Sudden Death (1995) und Das Relikt (1997) sowie in zahlreichen Serien-Episoden.
2019 bekam die Schauspielerin eine eigene Webserie namens Strange Therapy auf Amazon Prime, in welcher sie die Hauptrolle verkörperte und für welche sie zugleich auch eigens die Drehbücher verfasste.
Robin ist seit 2002 verheiratet und mittlerweile Mutter eines Kindes.

## Filmografie (Auswahl)
- 1983: Dr. Detroit
- 1984: Matt Houston (Fernsehserie,  eine Folge)
- 1984: Hunter (Fernsehserie, eine Folge)
- 1984: Wer ist hier der Boss? (Who's the Boss?, Fernsehserie, eine Folge)
- 1986: Crossroads – Pakt mit dem Teufel (Crossroads)
- 1987: Die Nacht der Abenteuer (Adventures in Babysitting)
- 1987: RoboCop
- 1987: MacGyver (Fernsehserie, eine Folge)
- 1987: Harrys wundersames Strafgericht (Night Court, Fernsehserie, eine Folge)
- 1991: König der Fischer (The Fisher King)
- 1992: Die Verschwörer (Dark Justice, Fernsehserie, eine Folge)
- 1993: Palm Beach-Duo (Silk Stalkings, Fernsehserie, eine Folge)
- 1995: Sudden Death
- 1995: Im Sog des Bösen (Deadly Measures)
- 1996: Grace of My Heart
- 1996: Santa Claus mit Muckis (Santa with Muscles)
- 1996: Renegade – Gnadenlose Jagd (Renegade, Fernsehserie, eine Folge)
- 1997: Das Relikt (The Relic)
- 1997: Good Behavior (Fernsehserie, eine Folge)
- 1997: Practice – Die Anwälte (The Practice, Fernsehserie, eine Folge)
- 1997: Party of Five (Fernsehserie, eine Folge)
- 1999: Die Silicon Valley Story (Pirates of Silicon Valley)
- 1999: New York Life – Endlich im Leben! (Time of Your Life, Fernsehserie, eine Folge)
- 1999–2002: Providence (Fernsehserie, zwei Folgen)
- 2000: Family Guy (Fernsehserie, eine Folge – Stimme)
- 2002: Nikki (Fernsehserie, eine Folge)
- 2002: Boys on the Run
- 2002: Minority Report
- 2006: Malcolm mittendrin (Malcolm in the Middle, Fernsehserie, eine Folge)
- 2008–2009: American Dad (Fernsehserie, zwei Folgen – Stimme)
- 2010: Big Time Rush (Fernsehserie, eine Folge)
- 2010: Desperate Housewives (Fernsehserie, eine Folge)
- 2011–2012: Wilfred (Fernsehserie, zwei Folgen)
- 2012: Navy CIS (NCIS, Fernsehserie, eine Folge)
- 2014: Book of Love
- 2016: Dating Daisy
- 2019: Strange Therapie (Fernsehserie, 6 Folgen)
- 2021: Bad President
- 2023: This Time